# José Corrales Egea
José Corrales Egea (Larraix, Marroc, 1921 - 28 de juny de 1990) va ser un escriptor nascut al Marroc espanyol, que escrigué en castellà. Va escriure la seva primera novel·la, Hombres de acero, quan tenia quinze anys. Es va llicenciar en filosofia i lletres. Va exercir de professor de llengua i literatura; va arribar a donar classes a La Sorbona durant el seu exili a París. Va ser col·laborador de les revistes Insula, Cuadernos para el Diálogo i Triunfo.

## Obres
- Hombres de acero (1935)
- Por la orilla del tiempo (1954)
- La otra cara
- El haz y el envés (1a edició en francès el 1960)
- La novela española actual (1969)
- Semana de pasión (1976)